# Batalla de Funchal
La batalla de Funchal va ser una batalla de la Primera Guerra Mundial que va tenir lloc al 3 de desembre de 1916.
El submarí alemany SM U-38 va torpedinar als vaixells francesos, anglesos i portuguesos que estaven ancorats al port de Funchal, la capital de l'illa de Madeira, i va bombardejar la ciutat. Els canons portuguesos de la ciutadella van respondre a l'atac, però els alemanys van aconseguir causar danys molt importants.
Els francesos van perdre la canonera Surprise (680 t) i el vaixell portasubmarins SS Kanguroo (2.493 t), el anglesos van perdre cabler SS Dacia (1.856 t), i els portuguesos van perdre una barcassa que estava proveint de carbó al Surprise.
Els atacs contra la ciutat van continuar el 12 de desembre, quan el SM-U38 va tornar a bombardejar la ciutat, causant danys a l'estació de telègraf.

## Antecedents
Després de la retirada de Madeira de l'esquadra anglesa de l'Atlàntic al juny de 1915, que es va dirigir cap a São Vicente (Cap Verd) a causa de la major presència de submarins alemanys en aquella zona, i amb l'absència de xarxes antitorpedes al port de Funchal (cap port portugués tenia aquest tipus de xarxa), la defensa marítima de Madeira va ser només responsabilitat del capità del port de Funchal, el capità de fragata Sales Henriques. Els mitjans permanents de defensa territorial estaven limitats a tres vaixells de patrulla, NRP Dory, NRP Dekade I i PNR Mariano de Carvalho, que eren iots requistats i armats cadascú amb un canó de 47 mm. Les tripulacions d'aquestes embarcacions eren una barreja de civils i militars. Per a aquest servei, la defensa naval de Funchal tenia un destacament de 20 places.
La badia de Funchal presentava excel·lents condicions per rebre vaixells en temps de pau, que podien apropar-se al port sense necessitat d'un pilot, però la badia patia de forts vents i estava completament desproveïda d'un refugi segur, absolutament necessari en un context de guerra. Aquestes condicions naturals i la manca d'infraestructura va impedir l'establiment d'una base naval, malgrat el valor estratègic de l'illa en el context de les rutes de l'Atlàntic. La protecció militar de la badia s'efectuava des de terra per dues bateries costaneres, una situada al Forte de São Tiago i l'altra a la Quinta da Vigia. També es van construir trinxeres de defensa en Ribeira Brava i en São Vicente.
Entre d'altres vaixells, es trobava a la badia de Funchal el Surprise, el SS Kangoroo i el SS Dacia. El SS Dacia era un vaixell cabler que estava treballant a la zona compresa entre Casablanca i Dakar. Els altres dos vaixells tenien una funció auxiliar i d'escorta.

## Batalla
Al 3 de desembre de 1916 va tenir lloc un atac a l'illa de Madeira, a través d'uns torpedinaments als vaixells ancorats a la badia de Funchal i un bombardeig a la ciutat. El submarí alemany SM U-38, comandat per Max Valentine, va començar l'atac a les 8.30 h del matí, amb el torpedinament de tres naus de les forces aliades i una barcassa de transport de carbó. Van ser torpedinats, per aquest ordre, el Surprise, la barcassa, el Kanguroo i el Dacia mentre estaven ancorats al port de Funchal.
El torpede que va impactar contra el Surprise ho va fer al centre del vaixell, a l'altura del dipòsit de la pólvora de les municions, partint-lo per la meitat. El vaixell es va enfonsar en menys d'un minut, matant el seu comandant (el capità Ladonne), a dos oficials (Carvallo i Blic), i a 26 membres de la tripulació. La barcassa, que estava lligada a la canonera, també es va enfonsar. Van morir 8 homes i 4 van quedar ferits.

Plànol del SS Kanguroo

El Kanguroo, que estava ancorat a la badia de Funchal des del 24 de novembre de 1916 per a efectuar reparacions, va poder disparar 25 trets amb una peca de proa de 65 mm abans de ser enfonsat completament. En aquest moment, les bateries d'artilleria costanera van començar a respondre a l'atac. La bateria de Forte de São Tiago va efectuar 18 tirs i la de Quinta da Vigia 34 tirs, però cap dels seus projectils van impactar contra el submarí perquè estava fora de l'abast de les seves armes.
El Dacia acabava d'arribar al port de Funchal escoltat pel Surprise, pel que es dedueix que el submarí venia a la recerca d'aquests dos vaixells, ja que el Surprise i el Dacia havien arribat al port mitja hora abans de l'atac. El Dacia va ser torpedinat després del Kanguroo, però es va enfonsar abans. En aquest vaixell no hi va haver cap pèrdua personal perquè, alertats pels torpedinaments anteriors, van abandonar el vaixell amb temps.
En la badia també hi era present el iot estatunidenc Eleanor A. Percy, que va resultar il·lès.

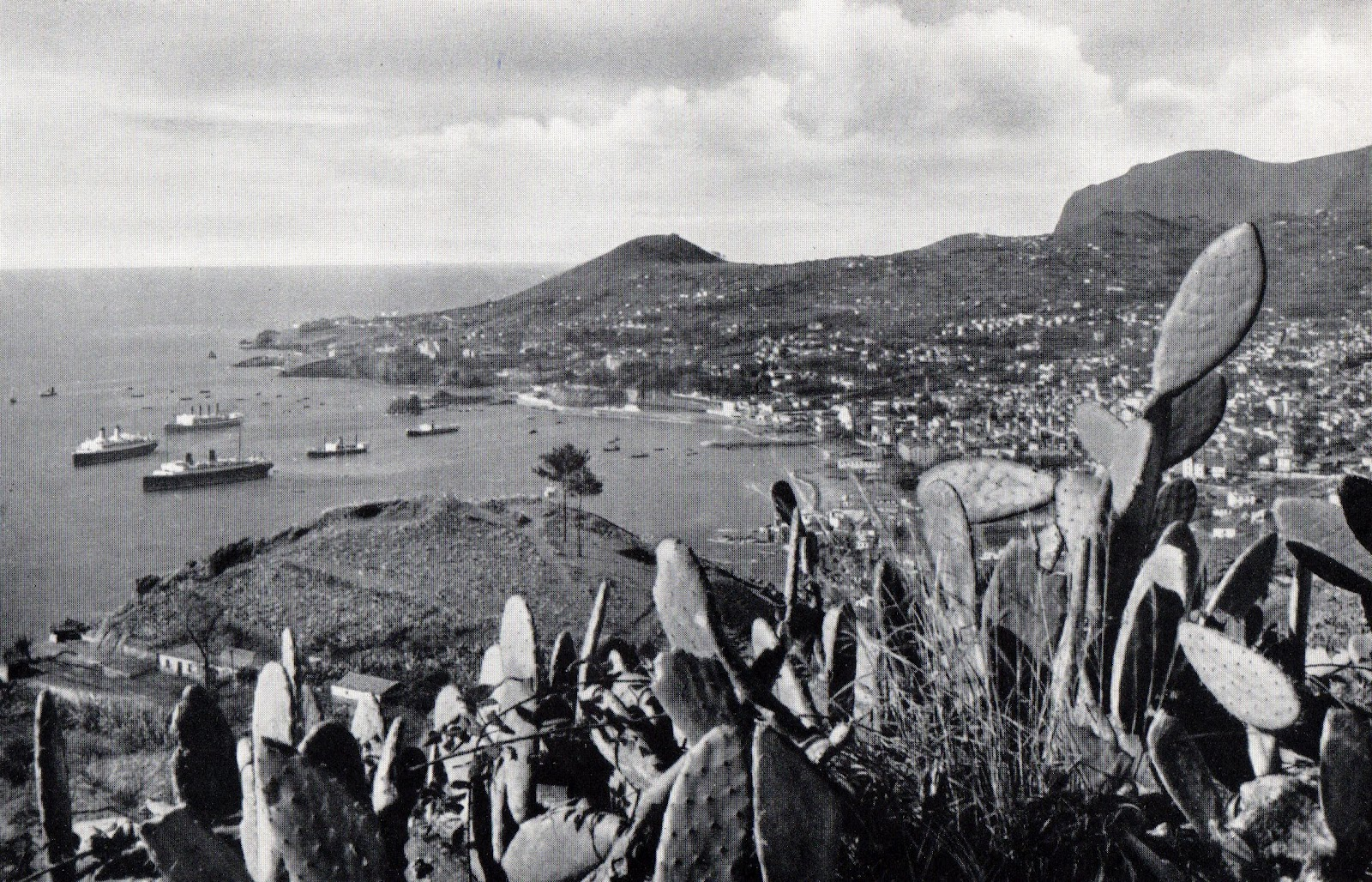
Vista de la badia de Funchal, 1936

El submarí va començar a bombardejar la ciutat. Es van fer al voltant de 50 trets a uns 3 km de distància i va durar fins a les 11.00 h. Els objectius van ser la bateria d'artilleria que estava al parc del Casino da Quinta da Vigia, la bateria d'artilleria de Forte de São Tiago, l'Estação do Cabo Submarino i els generadors d'electricitat. Alguns projectils van impactar contra edificis civils, però no van causar víctimes. El bombardeig va provocar el pànic a Funchal. Moltes famílies van abandonar les seves llars i es van dirigir als afores de Funchal; Monte, S. Roque, S. Martinho, Santo António, Caminho de Palheiro... Hi va haver gent que es van quedar a la ciutat, per por a possibles saquejos o perquè tenien algun familiar malalt i no el volien deixar.
Es va témer que el submarí tornés a la nit, però no va ser així. Els comerços van tancar d'hora i durant la nit els carrers van ser patrullats per unitats del Regiment d'Infanteria 27 i per la guàrdia cívica. Per ordre del comandant del RI-27, es van tancar durant la nit totes les finestres amb vista al mar i es va impossar el toc de queda fins a les 9.00 h del matí.

## Conseqüències
El setmanari de Funchal «A Verdade» (La Veritat) del 9 de desembre de 1916, va posar la qüestió d'on va venir el submarí i va insinuar que hauria vingut de les veïnes Illes Canàries o des d'un altre port espanyol. També va dir que podien haver tancs de combustible enemics ocults en les illes Salvatges o Desertas. Es va col·locar la idea que un vaixell mercant amb pavelló neutral els havia ajudat, fet que va succeir en la realitat.
Tretze dies després, el 16 de desembre de 1916, el submarí SM U-38 va tornar a bombardejar Funchal. No causar cap dany als vaixells que estaven ancorats a la badia, però va gran causar pànic entre la població. L'atac va començar a les 6.00 h del matí i va durar aproximadament entre 20 i 30 minuts. El submarí va bombardejar una àrea dispersa de la ciutat amb prop de 50 tirs a la terra, i va causar la mort de 5 persones i 30 ferits. Un dels projectils va caure a l'Església de Santa Clara i va ferir al pare Abel da Silva Branco, que estava celebrant la missa. No es va poder albirar al submarí alemany. En aquell mateix dia va arribar al port de Funchal creuer auxiliar NRP Gil Eanes que escortava al vapor Àfrica, que transportava passatgers amb destí Angola i Moçambic.
El 27 de desembre va salpar del Tajo el creuer auxiliar NRP Pedro Nunes amb destinació a Funchal, on va arribar el 31 de desembre, amb 2 oficials, 6 sergents, 28 mariners i 9 peces d'artilleria per a reforçar la guarnició de l'illa. Aquest vaixell va transportar als supervivents francesos de l'atac a Lisboa el 4 de gener de 1917.

## Memorial
Després del bombardeig, el poble de Funchal va fer la promesa de construir una nova estàtua en honor de la Senhora do Monte perquè tornés la pau a l'illa. L'estàtua es va construir deu anys més tard i està sobre un pedestal amb quatre columnes i una base amb un baix relleu de bronze representant l'aparició de la Verge als pastorets de la Fonte da Telha. La base està envoltada per un terç de rosari compost per cadenes dels vaixells torpedinats al port de Funchal i de pedres de riu Sant Antoni.
Posteriorment, es va crear la medalla de portuguesa per a la batalla de Funchal: Funchal Defesa Marítima, en un decret de març de 1921.